# Delias argenthona
Delias argenthona är en fjärilsart som först beskrevs av Fabricius 1793.  Delias argenthona ingår i släktet Delias och familjen vitfjärilar. Inga underarter finns listade i Catalogue of Life.

## Bildgalleri

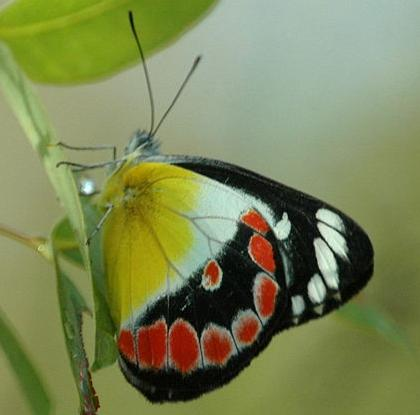
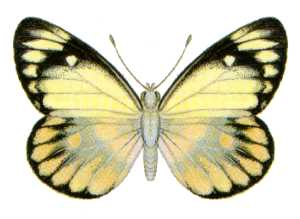